# IC 3735
IC 3735 је елиптична галаксија у сазвјежђу Береникина коса која се налази на листи објеката дубоког неба у Индекс каталогу.
Деклинација објекта је + 13° 41' 35" а ректасцензија 12h 45m 20,4s. Привидна величина (магнитуда) објекта IC 3735 износи 13,8 а фотографска магнитуда 14,8. Налази се на удаљености од 11,1 милиона парсека од Сунца. IC 3735 је још познат и под ознакама MCG 2-33-10, CGCG 71-31, VCC 2019, NPM1G +13.0321, PGC 42991.